# Sofia Jannok
Sofia Jannok (Gällivare, 15 de septiembre de 1982) es una cantante sueca que canta principalmente en lengua sami, especializada en yoik, pop, jazz.
Conduce un programa de radio llamado Sveriges Radio P2.

## Discografía

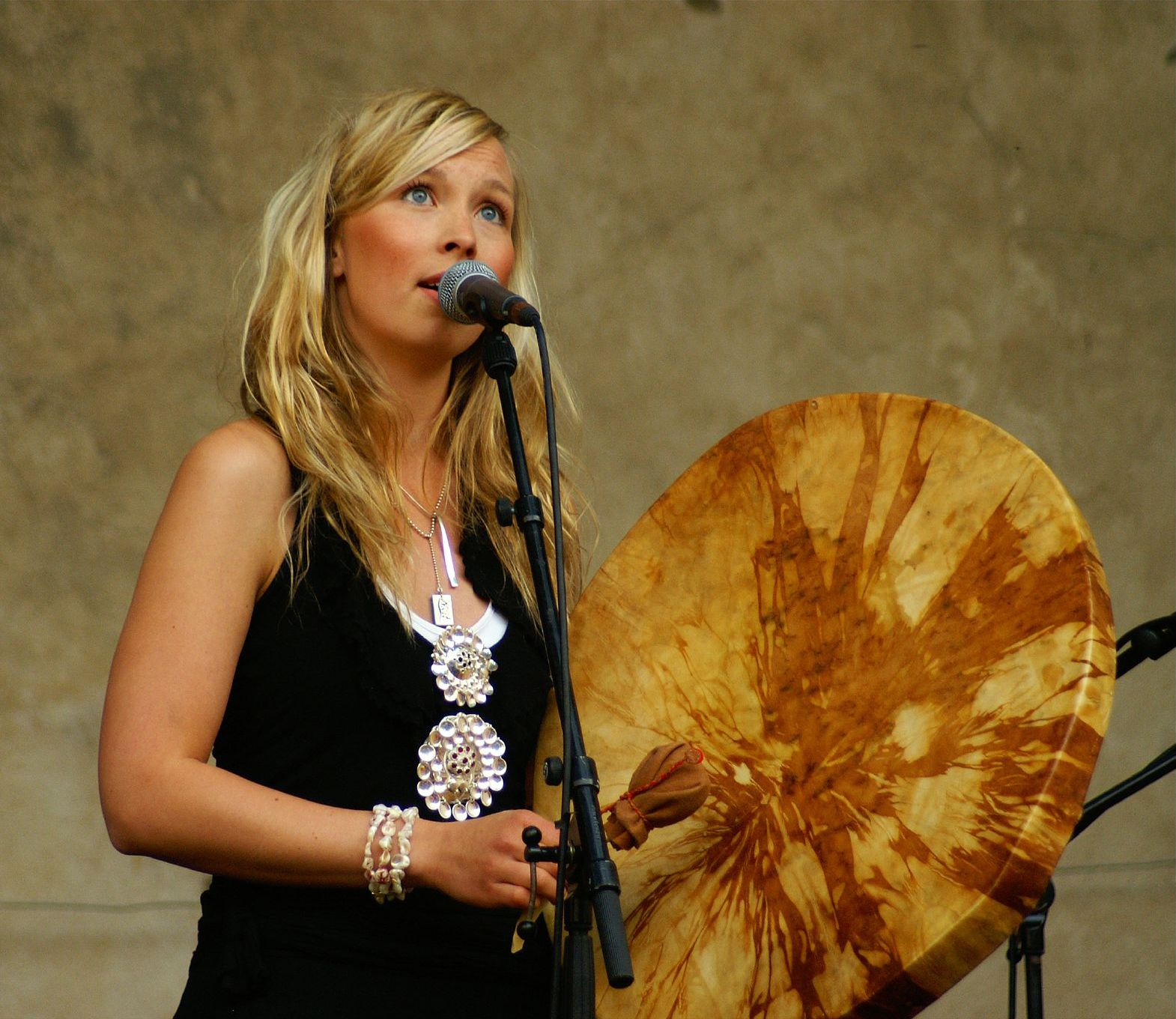
Sofia Jannok, Centre Culturel Suedois (2007).

- White/Čeaskat (2007)
- By the Embers/Áššogáttis (2009)
- Áhpi / Wide as Oceans (2013)